# Humptrup
Humptrup là một đô thị thuộc huyện Nordfriesland, bang Schleswig-Holstein, Đức. Đô thị này có diện tích 16,99 km2, dân số cuối năm 2006 là 790 người.